# Edward Odoner
Edward Odoner (ur. 1949) – polski działacz społeczności żydowskiej, wiceprzewodniczący Towarzystwa Społeczno-Kulturalnego Żydów w Polsce.

## Życiorys
W 1968 po antysemickiej nagonce, będącej następstwem wydarzeń marcowych, wyemigrował do Stanów Zjednoczonych. Pod koniec lat 90. wrócił do Polski i zamieszkał w Warszawie. Uczył języka angielskiego w VIII LO im. Króla Władysława IV w Warszawie. Publikuje teksty w „Słowie Żydowskim”.